# Département de General José de San Martín
General José de San Martín est un département situé dans la province de Salta, dans le nord-ouest de l'Argentine. Sa capitale est la ville de Tartagal.
Le département a une superficie de 16 257 km2 et comptait en 2001, 139 204 habitants.

## Villes principales

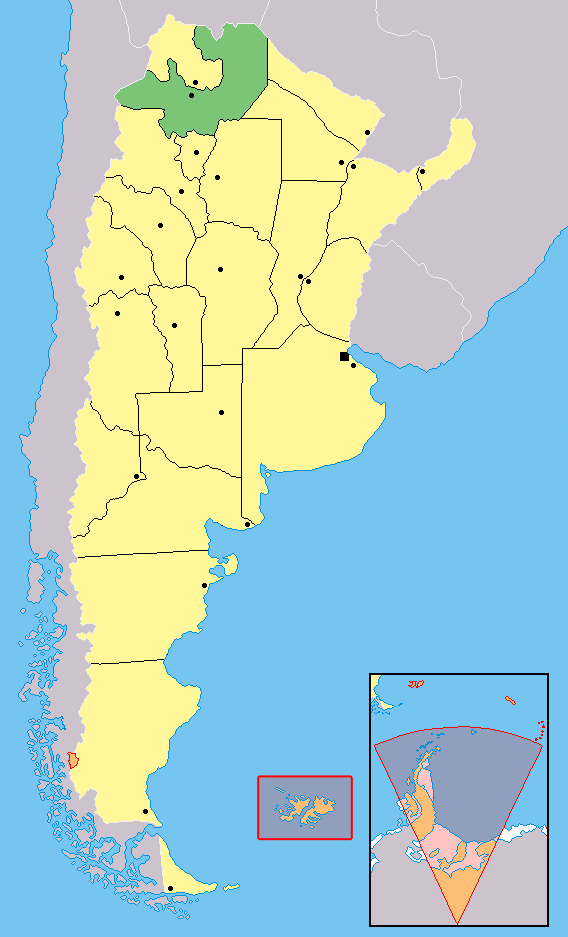
Localisation de la province de Salta en Argentine

Entre parenthèses : population 2001
- Tartagal (56 308 habitants)
- Embarcación (23 964)
- Profesor Salvador Mazza (16 068)
- Aguaray (13 507)
- General Mosconi (13 118)
- General Ballivián (1 591)